# Paliámpela (ort i Grekland, Mellersta Makedonien)
Paliámpela är en ort i Grekland.   Den ligger i prefekturen Nomós Pierías och regionen Mellersta Makedonien, i den norra delen av landet, 300 km norr om huvudstaden Aten. Paliámpela ligger 59 meter över havet och antalet invånare är 294.
Terrängen runt Paliámpela är platt åt nordost, men åt sydväst är den kuperad. Runt Paliámpela är det ganska tätbefolkat, med 86 invånare per kvadratkilometer. Närmaste större samhälle är Alexándreia, 13,8 km norr om Paliámpela. Trakten runt Paliámpela består till största delen av jordbruksmark.